# Нерсесова, Екатерина Алексеевна
Екатерина Алексеевна Нерсесова (род. 16 сентября 1983 года, Москва, РСФСР, СССР) — российский дизайнер, член-корреспондент РАХ (2022).

## Биография
Родилась 16 сентября 1983 года в Москве, где живёт и работает.
В 2007 году — окончила факультет «Архитектуры» и в 2014 году — окончила факультет «Теории и истории искусств» Московского государственного академического художественного института имени В. И. Сурикова, в 2012-20143 годах — проходила стажировку в мастерской З. К. Церетели.
Автор проектов ландшафтного дизайна и интерьеров, в том числе коттеджного городка «Большой театр» (Дмитровский район) и Белые Колодези (Коломна). Автор серии картин «Дачные цветы» (2024).
Участник выставок и проектов Российской академии художеств, в том числе «Кот учёный» в библиотеке РАХ (Москва, 2019), «Синтез искусств в дизайне» Отделения дизайна РАХ и Донского государственного технического университета (2022, 2023).
Дизайнер и конструктор-художник службы технического обеспечения выставок (2004), работа в аппарате директора и организатор выставочных проектов (с 2014 года), с 2015 года — сотрудник сектора русского и зарубежного искусства, с 2015 года — начальник общего отдела технического обеспечения выставок Московского музея современного искусства.
В 2019—2020 годах — организатор мастер-классов для детей с ограниченными возможностями.
В 2023 году — избрана членом-корреспондентом Российской академии художеств от Отделения дизайна.